# 어음
어음은 발행하는 사람이 미래의 일정한 금액을 일정한 시기와 장소에서 무조건 지급할 것을 약속하거나(약속어음) 또는 제3자에게 그 지급을 위탁하는(환어음) 유가증권이며, 주로 기업체에서 사용한다. 넓은 의미의 어음에는 수표도 포함되나 보통 약속어음 및 환어음을 가리키며, 이 둘을 한다.

## 어음의 역사

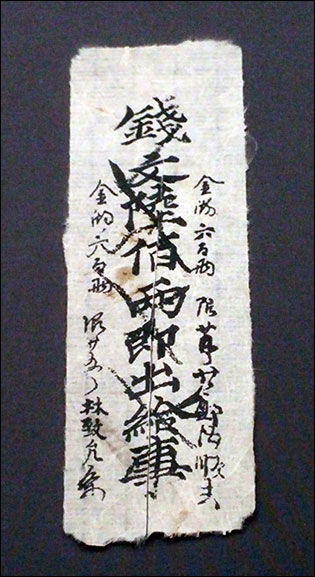
조선시대에 사용된 어음. 반으로 나누어 채권자와 채무자가 각각 가졌다.

한국에서 어음은 17세기 후반에서 18세기 초반 개성 상인에게서 발생했다. 상평통보는 고액 거래가 어렵다는 단점이 있었으므로 이를 보완하여 고액 거래를 하기 위한 수단이 어음이었다. 엽전은 들고 다니기 어려웠으므로 대규모 거래에서 유용하게 사용되었으며 개항기에는 중국과 일본과의 거래에서도 사용하게 되었다. 어음은 순우리말이지만, 한자로 於音이라고 쓰기도 한다.

## 어음수표의 유통성 확보
어음수표는 현금을 대신하여 지급하는 기능(지급기능), 변제기를 미루는 기능(신용기능)을 한다. 부수적으로 송금기능과 채권담보기능도 있다. 이 같은 기능을 잘 발휘하게 하기 위해서는 어음수표의 양도와 그 지급의 안정성을 확보하여(주로 어음수표의 현금화)야 하므로, 유통성의 확보가 가장 중요하다.
유통성 확보를 위해서 ① 대항요건을 요하지 않는 배서양도 방식, ② 배서의 자격수여적 효력, ③ 소지자에 대한 변제의 면책적 효력, ④ 선의취득제도, ⑤ 무인성의 인정과 이로부터 ⑥ 인적 항변의 차단 등이 인정되고 있다(여기까지는 민법상 지시증권의 특성과 동일). 나아가 어음수표법은 ⑦ 배서의 담보적 효력(상환청구권)을 추가하고 있다. 그러므로 특히 상환청구권 문제를 확실히 이해할 필요가 있다.

## 어음교환
어음 교환은 각 은행의 대표자가 매일 일정한 장소에 집합하여 서로 보관하고 있는 어음을 교환하여 대차를 집합적으로 추계하는 제도이다. 은행은 다른 은행을 지급 장소로 하는 어음 가운데 만기가 되는 것이 대단히 많다. 이러한 수표나 어음을 지급은행과 직접 거래하려면 지급은행에 일일이 행원을 파견해야 하고 또 각 은행은 지급준비금을 매일 확정해 놓아야 한다.

## 어음의 할인
어음의 만기일 이전에 은행 또는 기타 금융사에 이를 양도하고 일정한 이자 및 수수료를 차감한 잔액을 현금으로 받는 어음의 현금화 방법을 어음의 할인이라고 한다. 어음의 할인은 어음의 배서양도와 유사하지만, 대상이 은행이라는 점이 다르며 어음이나 수표의 회수를 은행 등에 위임하고 그 은행이 어음과 수표의 발행사에 대금 지급을 요구하는 일련의 절차를 추심이라고 한다.

## 환어음
환어음(換―)은 지명인으로 하여금 만기에 일정 금액을 수취인에게 지급하도록 위탁하는 '지급위탁증권'이다. 환어음은 즉, 어음 발행인이 지급인(제3자)에게 일정한 금액(어음금액)을 일정일(만기일)에 어음상의 권리자(수취인, 피배서인)에게 지급할 것을 위탁하는 유가증권이다.
예를 들어 甲이 乙로부터 물품을 구입하고 丙을 지급인, 乙을 수취인으로 하는 환어음을 발행하여 乙에게 교부한 경우에 각 당사자는 번거로움을 피하고 동시에 결제를 끝낼 수 있다. 이처럼 발행인·지급인이 각각 다른 사람이어야 한다는 것이 환어음의 원칙이다. 그러나 어음법을 보면 환어음에 있어서 자기앞어음 또는 자기지시어음을 발행할 수 있도록 규정하고 있다. 이는 환어음의 장소적 간격을 극복하는 작용을 발휘하게 한다. 환어음은 3자간의 계약이다.

## 배서
배서(背書)는 어음의 유통을 조장하기 위하여 법이 인정한 어음의 간편한 양도방법으로 어음의 수취인이나 그 후자가 보통 어음의 배면에 어음상의 권리를 양도한다는 뜻을 기재하고 기명날인 또는 서명하여 이를 교부하는 방법으로 이에 의해 배서를 받은 피배서인은 어음상의 권리를 취득하게 된다. 배서는 어음 자체 또는 이와 결합된 보전이나 등본에 해야 한다(어음법 제11조·제13조·제77조 제1항 제1호 등).

## 어음보증·수표보증
어음보증, 수표보증은 어음·수표에 보증의 뜻으로 기명날인 또는 서명함으로써 특정한 채무자(피보증인)와 같은 내용의 어음·수표상의 채무를 부담하는 어음·수표행위이다. 일반적으로 어음·수표의 정본 또는 그 보전에 누구를 위한 보증인가를 분명히 표시하고 '보증'이라고 기재한 후 기명날인이나 서명하는 방식으로 이루어지고 있다. 어음·수표의 표면에 목적을 알 수 없는 기명날인 또는 서명이 있으면 지급인, 발행인(수표에서는 발행인)의 기명날인 또는 서명을 제외하고는 어음보증이라고 볼 수 있고 누구를 위한 보증인가 명확하지 않을 때에는 발행인을 위한 보증으로 보게 된다. 어음·수표의 지급은 보증에 의하여 그 금액의 전부 또는 일부에 대한 담보를 할 수 있으며 제3자는 전 항의 보증을 할 수 있다. 어음에 기명날인 또는 서명한 자도 이와 같으며, 보증은 어음·수표 또는 보전에 이를 하여야 한다. 보증은 '보증' 또는 이와 동일한 의의가 있는 문언을 표시하고 보증인이 기명날인 또는 서명하여야 한다. 어음·수표의 표면에 단순한 기명날인 또는 서명이 있는 경우에는 이를 보증으로 본다. 그러나 지급인 또는 발행인의 기명날인 또는 서명은 그러하지 아니하다. 보증에는 누구를 위하여 한 것임을 표시하여야 하며 그 표시가 없는 때에는 발행인을 위하여 보증한 것으로 보며 보증인은 보증된 자와 동일한 책임을 진다. 보증은 담보된 채무가 그 방식에 하자가 있는 경우 외에는 어떠한 사유로 인하여 무효가 된 때에도 그 효력이 있다. 보증인이 환어음의 지급을 한 때에는 보증된 자와 그 자의 어음상의 채무자에 대하여 어음으로부터 생기는 권리를 취득한다(어음법 제31조·제32조, 수표법 제26조·제27조).

## 상환청구(소구)
상환청구(종래 '소구'라는 표현으로 쓰였으나, 법률 한글화 과정에서 '상환청구'라는 용어로 개정되었다)는 어음이나 수표의 지급이 거절되거나 그 전이라도 지급의 가능성이 불확실할 때, 어음(수표)의 소지인이 자기의 전자인 배서인과 발행인에 대해 원래의 지급에 갈음하여 어음(수표)금액과 기타 비용의 지급을 청구할 수 있는 것을 말한다.

## 약속어음
약속어음(約束―)은 발행인이 수취인에 대해 일정기간 후에 일정금액을 지급할 것을 약속하는 '지급약속증권'이다. 2인의 계약으로 이루어진다.

## 어음부도율
어음부도율(Dishonored Bill Ratio, -不渡率)은 전체 어음교환 규모 가운데 부도 처리된 어음의 규모와 비율을 말한다. 산정방식은 건수(장수)와 부도금액으로 하는데 일반적으로 금액기준 부도율이 사용된다. 기업들의 자금 사정을 비롯한 실물경기 동향을 파악하는 데 매우 중요한 지표로 이용되고 있다.